# Pulitzer-Preis 2002
Der Pulitzer-Preis 2002 war die 86. Verleihung des US-amerikanischen Literaturpreises. Die Jury bestand aus 17 Personen unter dem Vorsitz von John S. Carroll. Das „Pulitzer Prize Board“ vergab Preise für Arbeiten, die während des Kalenderjahres 2001 entstanden waren.

## Bereich Journalismus(Journalism)
| Kategorie                                                  | Preisträger                                                        | Begründung |
| ---------------------------------------------------------- | ------------------------------------------------------------------ | --- |
| Aktuelle Berichterstattung (Breaking News Reporting)       | Mitarbeiter von The Wall Street Journal                            | Preis verliehen für seine umfassende und aufschlussreiche Berichterstattung über die Terroranschläge auf New York City, die unter schwierigsten Umständen stattfand und die Ereignisse des Tages und ihre Auswirkungen auf die Zukunft schilderte.                                                                          |
| Dienst an der Öffentlichkeit (Public Service)              | The New York Times                                                 | Preis verliehen für „A Nation Challenged“, ein Sonderteil, der regelmäßig nach den Terroranschlägen vom 11. September in Amerika veröffentlicht wird und kohärent und umfassend über die tragischen Ereignisse berichtet, die Opfer porträtiert und die Entwicklung der Ereignisse auf lokaler und globaler Ebene verfolgt. |
| Investigativer Journalismus (Investigative Reporting)      | Sari Horwitz, Scott Higham und Sarah Cohen von The Washington Post | Preis verliehen für eine Serie, die die Rolle des District of Columbia bei der Vernachlässigung und dem Tod von 229 Kindern aufdeckte, die zwischen 1993 und 2000 in Schutzeinrichtungen untergebracht waren, was zu einer Überarbeitung des Kinderschutzsystems der Stadt führte.                                          |
| Hintergrundberichterstattung (Explanatory Journalism)      | Mitarbeiter von The New York Times                                 | Preis verliehen für seine fundierte und detaillierte Berichterstattung vor und nach den Anschlägen vom 11. September in den Vereinigten Staaten, die das globale Terrornetzwerk und die von ihm ausgehenden Bedrohungen porträtierte.                                                                                       |
| Beat Reporting (Specialized Reporting)                     | Gretchen Morgenson von The New York Times                          | Preis verliehen für ihre scharfsinnige und prägnante Berichterstattung über die Wall Street. |
| Kritik (Criticism)                                         | Justin Davidson vom Newsday, Long Island                           | Preis verliehen für seine klare Berichterstattung über klassische Musik, die deren Essenz einfängt. |
| Karikatur (Editorial Cartooning)                           | Clay Bennett von The Christian Science Monitor                     | |
| Leitartikel (Editorial Writing)                            | Alex Raksin und Bob Sipchen von der Los Angeles Times              | Preis verliehen für ihre umfassenden und kraftvoll geschriebenen Leitartikel, die sich mit den Problemen und Dilemmata befassen, die psychisch kranke Menschen auf der Straße hervorrufen. |
| Kommentar (Commentary)                                     | Thomas Friedman von The New York Times                             | Preis verliehen für seine klare Sichtweise, die er auf der Grundlage umfangreicher Berichterstattung in seinen Kommentaren zu den weltweiten Auswirkungen der terroristischen Bedrohung gewonnen hat. |
| Auslandsberichterstattung (International Reporting)        | Barry Bearak von The New York Times                                | Preis verliehen für seine zutiefst berührende und aufschlussreiche Berichterstattung über das tägliche Leben im vom Krieg zerrütteten Afghanistan. |
| Berichterstattung im Inland (National Reporting)           | Mitarbeiter von The Washington Post                                | Preis verliehen für seine umfassende Berichterstattung über Amerikas Krieg gegen den Terrorismus, die regelmäßig neue Informationen zusammen mit einer kompetenten Analyse der sich abzeichnenden Entwicklungen hervorbrachte.                                                                                              |
| Feature Writing (Feature Writing)                          | Barry Siegel von der Los Angeles Times                             | Preis verliehen für sein menschliches und eindringliches Porträt eines Mannes, der wegen Fahrlässigkeit beim Tod seines Sohnes angeklagt wurde, und des Richters, der den Fall verhandelte. |
| Aktuelle Fotoberichterstattung (Breaking News Photography) | Mitarbeiter von The New York Times                                 | Preis verliehen für seine durchweg herausragende fotografische Berichterstattung über den Terroranschlag auf New York City und seine Folgen. |
| Feature-Fotoberichterstattung (Feature Photography)        | Mitarbeiter von The New York Times                                 | Preis verliehen für seine Fotografien, die den Schmerz und die Beharrlichkeit der Menschen dokumentieren, die den langwierigen Konflikt in Afghanistan und Pakistan ertragen. |

## Bereich Literatur, Theater und Musik(Books, Drama & Music)
| Kategorie                                                   | Preisträger |
| ----------------------------------------------------------- | --- |
| Geschichte (History)                                        | The Metaphysical Club: A Story of Ideas in America von Louis Menand (Farrar)                                                                                             |
| Belletristik (Fiction)                                      | Empire Falls (deutscher Titel: Diese gottverdammten Träume) von Richard Russo (Alfred A. Knopf)                                                                          |
| Sachbuch (General Nonfiction)                               | Carry Me Home: Birmingham, Alabama, the Climactic Battle of the Civil Rights Revolution von Diane McWhorter (Simon & Schuster)                                           |
| Musik (Music)                                               | Ice Field von Henry Brant (Carl Fischer Music). Uraufführung durch das San Francisco Symphony Orchestra am 12. Dezember 2001 in der Davies Symphony Hall, San Francisco. |
| Dichtung (Poetry)                                           | Practical Gods von Carl Dennis (Penguin Books) |
| Theater (Drama)                                             | Topdog/Underdog von Suzan-Lori Parks (TCG) |
| Biographie oder Autobiographie (Biography or Autobiography) | John Adams von David McCullough (Simon & Schuster) |